# Trochotaia
Trochotaia is een geslacht van weekdieren uit de klasse van de Gastropoda (slakken).

## Soort
- Trochotaia trochoides (Martens, 1860)